# Alexandra Pawlowna Tjaschowa
Alexandra Pawlowna Tjaschowa (russisch Александра Павловна Тяжёва; * 1. Apriljul. / 14. April 1901greg. in Ardatow; † 14. Oktober 1978 in Ufa) war eine sowjetische Geologin und Paläontologin.

## Leben
Tjaschowa studierte an der Universität Kasan in der Physikalisch-Mathematischen Fakultät mit Abschluss 1929 als Ingenieur-Geologin. Ab 1928 arbeitete sie in der Prospektionsgruppte der Geologie-Abteilung der Baschkirischen Expedition der Akademie der Wissenschaften der UdSSR (AN-SSSR) für die Erschließung des baschkirischen Erdölgebiets.
Von 1931 bis 1958 arbeitete Tjaschowa als führende Geologin und Gruppenleiterin der Südural-Geologie-Verwaltung. 1947 wurde sie zur Kandidatin der geologisch-mineralogischen Wissenschaften promoviert.
1952 wurde Tjaschowa wissenschaftliche Senior-Mitarbeiterin des 1951 gegründeten Instituts für Bergbau und Geologie der Baschkirischen Filiale der AN-SSSR in Ufa. Dort organisierte sie 1955 das Laboratorium für Stratigraphie und Paläontologie und leitete es bis 1970. Ihr Forschungsschwerpunkt war die Stratigraphie und Paläontologie der Devon- und Steinkohle-Sedimente des Südural-Westabhangs. Sie beschrieb neue Devon-Armfüßer-Arten. Sie war an der Entdeckung des süduraler Bauxit-Beckens beteiligt.

## Ehrungen, Preise
- Orden des Roten Banners der Arbeit (1949)
- Verdiente Wissenschaftlerin der Baschkirischen Autonomen Sozialistischen Sowjetrepublik (1951)[1]
- Leninorden (1954)